# 創世紀 (住宅)
創世紀（英語：Genesis）位於香港太平山歌賦山施勳道23號，本是香港著名股票投資者，有「香大俠」之稱的香植球之住所，曾被《健力士世界紀錄大全》列為全世界最昂貴的豪宅物業。
有「玻璃屋」之稱的創世紀樓高3層，設有3個客廳、3個飯廳、一個主人房、兩個書房及多個客房，並設有室內游泳池及花園。總面積超過5萬平方呎。
創世紀在1980年代中期建成，由意大利室內設計師設計。1997年後，香植球移居至新加坡，香港商人黃坤為購買創世紀而專誠前往新加坡，並以5.4億港元成交，其成交價格曾被《健力士世界紀錄大全》列為全球最貴的獨立住宅屋。
2001年，許榮茂以2.3億港元購入創世紀，後來再把創世紀改建成三間獨立屋。